# Objętość retencji
Objętość retencji – wielkość związana ściśle z czasem retencji, stosowana często w badaniach fizykochemicznych techniką odwróconej chromatografii gazowej. Definiuje jaką objętość fazy ruchomej należy użyć do wymycia z kolumny eluującej substancji.
Całkowita objętość retencji jest iloczynem wartości przepływu fazy ruchomej {\displaystyle F} [ml/min] i czasu retencji
{\displaystyle V_{R}=F\cdot t_{R}.}
Podobnie wylicza się objętość martwą układu, stosując zamiast czasu retencji {\displaystyle t_{R},} czas martwy {\displaystyle t_{0}}
{\displaystyle V_{0}=F\cdot t_{0}.}
Powyższe wzory pozwalają na otrzymanie zredukowanej objętości retencji:
{\displaystyle V'_{R}=V_{R}-V_{0}.}
Absolutna objętość retencji to:
{\displaystyle V_{N}=j\cdot V'_{R},}
gdzie {\displaystyle j} jest tzw. współczynnikiem ściśliwości Jamesa-Martina
{\displaystyle j={\frac {3}{2}}\cdot {\frac {({\frac {p_{i}}{p_{0}}})^{2}-1}{({\frac {p_{i}}{p_{0}}})^{3}-1}},}
gdzie: {\displaystyle p_{i}} to ciśnienie na wlocie, a {\displaystyle p_{0}} ciśnienie na wylocie kolumny chromatograficznej.
Objętość właściwa retencji to:
{\displaystyle V_{g}={\frac {273{,}15}{T_{kol}}}\cdot {\frac {V_{n}}{m}},}
gdzie 273,15 to temperatura [K], do której się przelicza objętość właściwą, {\displaystyle T_{kol}} – temperatura kolumny, a {\displaystyle m} – masa wypełnienia kolumny.
Objętość właściwą retencji można traktować jak funkcję stanu i jest ona często wykorzystywana w odwróconej chromatografii gazowej jako podstawowy parametr do dalszych obliczeń fizykochemicznych